# Orbita tundra

Animazione di orbite Tundra con inclinazione di 63,4° nel sistema ECEF.
eccentricità 0,2·
eccentricità 0,3·
Terra

Un'orbita tundra è un tipo particolare di orbita geosincrona caratterizzata da elevata eccentricità (0,2–0,3), elevata inclinazione (di solito intorno a 63,4°) e periodo orbitale di un giorno siderale.
Un satellite posto in orbita tundra trascorre la maggior parte del tempo sopra una specifica area della Terra, pertanto quest'orbita viene di solito utilizzata da satelliti per telecomunicazioni che devono servire regioni ad elevata latitudine, che non potrebbero quindi essere posti in orbita geostazionaria. È simile all'orbita Molnija, ma quest'ultima ha un periodo orbitale di mezzo giorno siderale.

## Caratteristiche
Le trasmissioni verso latitudini elevate effettuate da satelliti in orbita geostazionaria (posti quindi sopra l'equatore) necessitano di potenze elevate per compensare l'attenuazione atmosferica del segnale dovuta al basso angolo di incidenza. Inoltre risulta del tutto impossibile trasmettere verso regioni della Terra a latitudini superiori a 81° in quanto il satellite geostazionario non si trova più entro la linea di vista. Questo problema può essere superato ponendo i satelliti su orbite inclinate; inoltre, aumentando l'eccentricità di tali orbite si può fare in modo che i satelliti rimangano per lungo tempo sopra una specifica regione (quando il satellite si trova vicino all'apogeo la sua velocità è più bassa).
I vantaggi delle orbite tundra sono però mitigati da alcuni svantaggi: poiché non sono orbite geosincrone, sono necessari più satelliti se si vuole mantenere la copertura costante di una specifica area; inoltre, siccome i satelliti non si muovono a velocità costante, la ricezione del segnale a Terra varia in frequenza a causa dell'effetto Doppler.
Pur essendo molto simili alle orbite Molnija, il cui periodo orbitale è metà di quello delle orbite tundra, vi sono alcune sostanziali differenze tra le due, dovute principalmente alla maggiore altezza e minore velocità delle orbite tundra:
- sono necessari due satelliti in orbita tundra per mantenere la copertura continua di una regione o tre in orbita Molnija;
- la variazione di frequenza dovuta all'effetto Doppler è meno pronunciata nel caso di orbite tundra, cosa che rende le comunicazioni con i satelliti più stabili;
- le orbite tundra non attraversano le fasce di Van Allen, come invece fanno le orbite Molnija;
- le orbite tundra necessitano di una maggiore energia caratteristica al lancio.

L'ultimo punto ha fatto sì che le orbite Molnija venissero in genere preferite alle tundra.

## Utilizzi
Il sistema di posizionamento giapponese QZSS è composto da quattro satelliti in un'orbita simile alla tundra ma con un'inclinazione di soli 43°.
L'ESA ha proposto di utilizzare un'orbita tundra per disporre vecchi satelliti non più in funzione al posto delle tradizionali orbite cimitero.